# جو آنینسا
جو آنینسا (انگلیسی: Joe Anyinsah؛ زادهٔ ۸ اکتبر ۱۹۸۴) بازیکن فوتبال اهل بریتانیا است.
از باشگاه‌هایی که در آن بازی کرده‌است می‌توان به باشگاه فوتبال هیز و یدینگ یونایتد، باشگاه فوتبال چارلتون اتلتیک، باشگاه فوتبال پرستون نورث اند، باشگاه فوتبال کرو آلکساندرا، باشگاه فوتبال بری، باشگاه فوتبال ورکسام، باشگاه فوتبال بریستول راورز، باشگاه فوتبال کارلایل یونایتد، باشگاه فوتبال بریستول سیتی، باشگاه فوتبال برایتون اند هوو آلبیون، و باشگاه فوتبال هرفورد یونایتد اشاره کرد.